# Charles Henri Plas
Charles Henri Plas, né le 2 mai 1892 à Toulouse et mort le 25 avril 1954 à Arcueil, est un sculpteur français.

## Biographie

### Construction de son atelier
En 1928, Charles Plas souhaite construire son atelier à proximité de Paris pour y réaliser la commande du monument aux morts de Vichy. Sa tante l'aide à financer son projet à condition qu'il construise plusieurs ateliers pour organiser une résidence d'artistes.
Il place en rez-de-chaussée l'atelier principal de 9 x 10 m sous 8 m de plafond, ainsi que la partie habitation de sa famille. Au deuxième étage sont construits 4 autres ateliers de 50 m2. Deux de ces ateliers reposent au-dessus du vide du grand atelier sur 2 poutres d'une portée de 15 mètres en béton précontraint. 
Il s'agirait de la première habitation particulière utilisant cette technique (architecte : Jean Beaugrand).

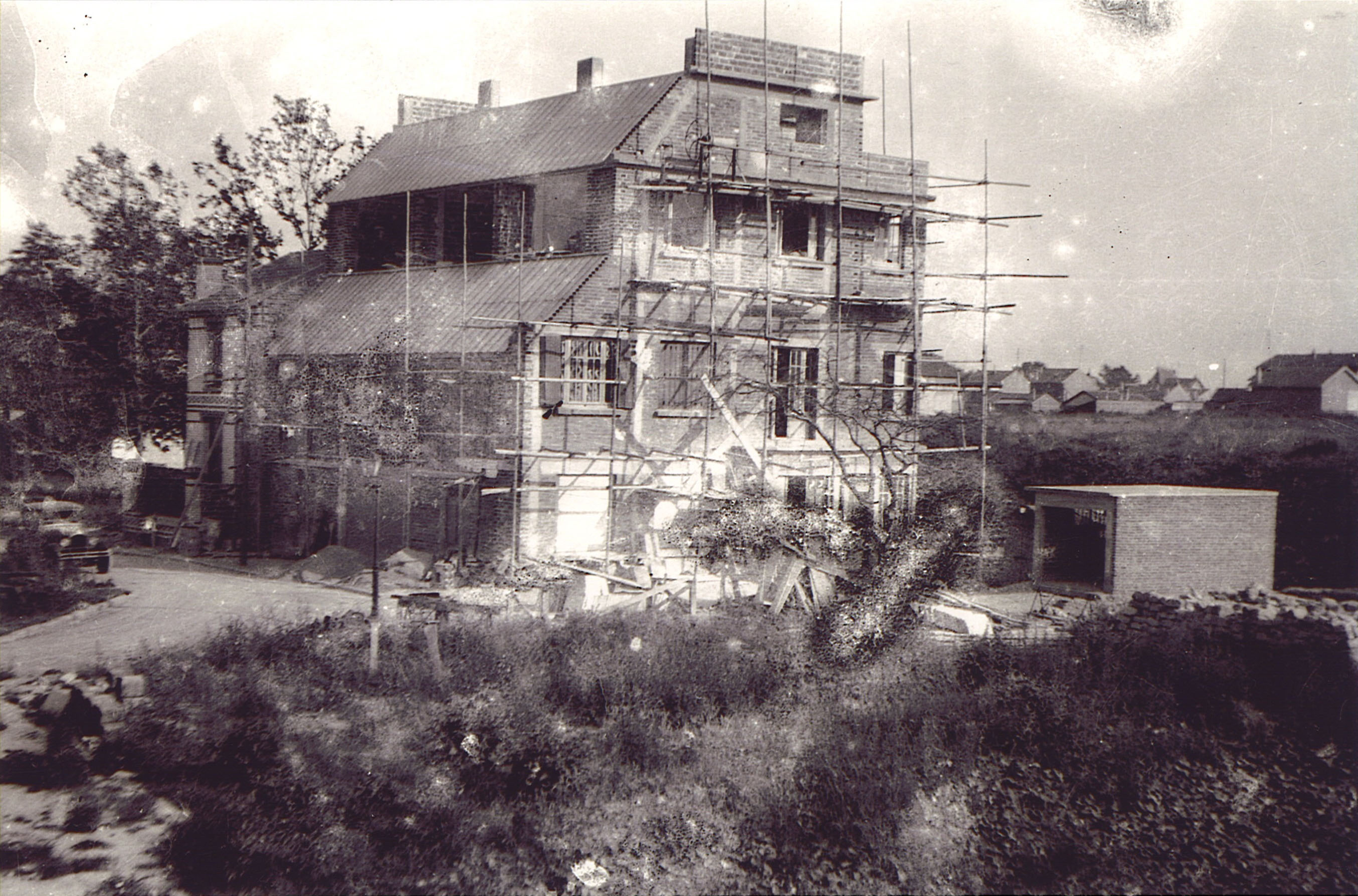
Construction de l'Atelier Plas en 1928
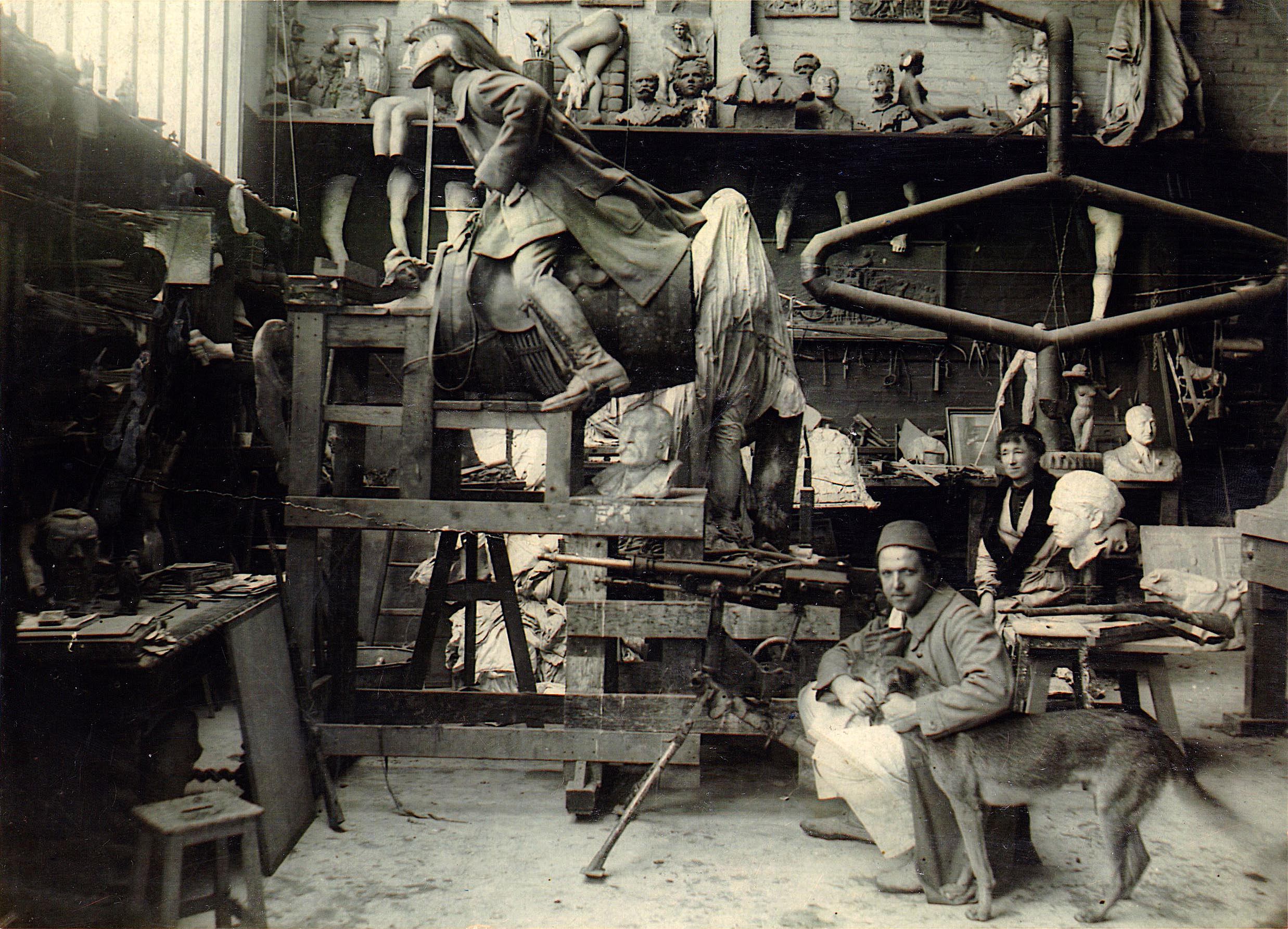
Charles Plas dans son atelier

## Principales réalisations et collaborations

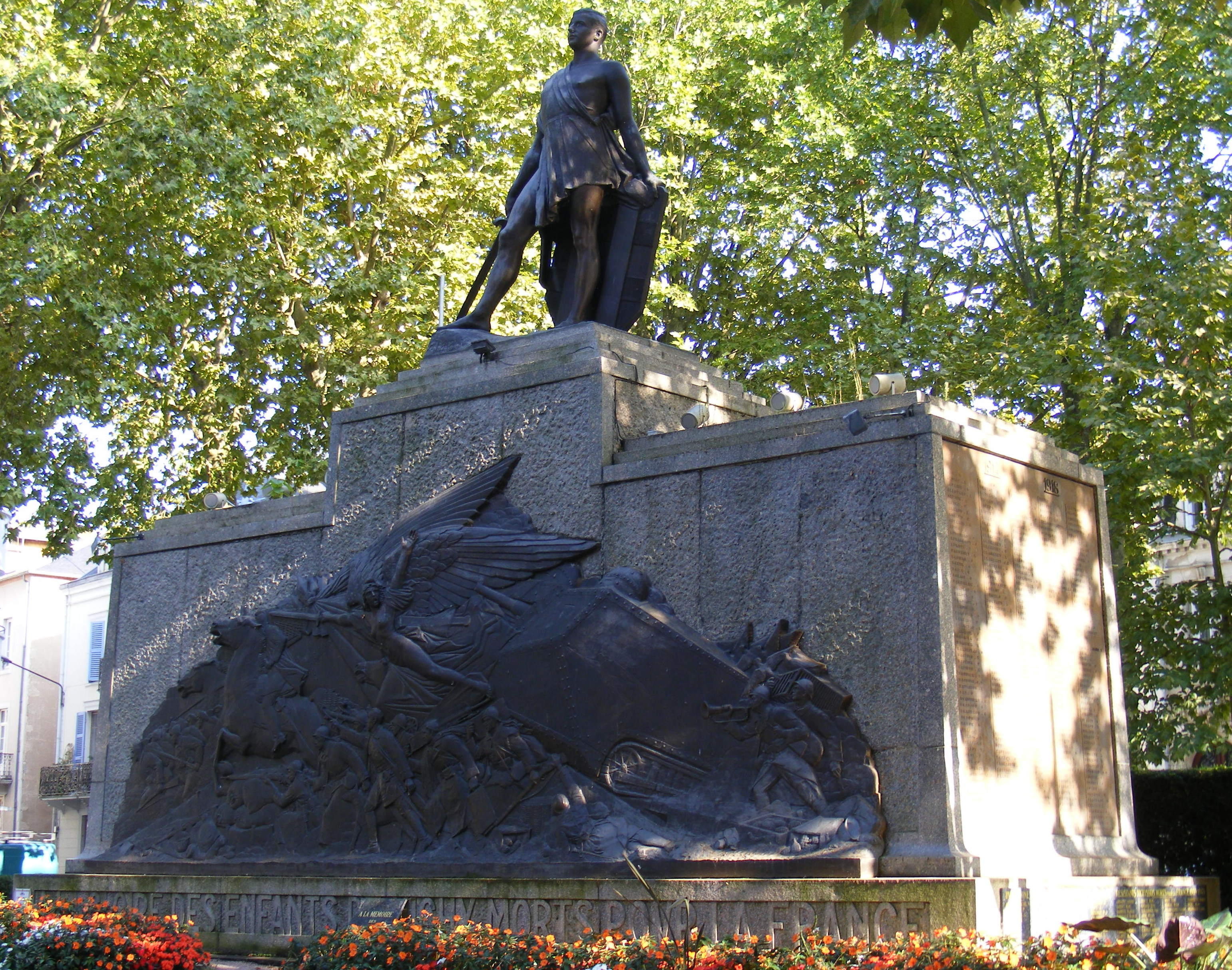
Monument aux morts, 1935, Vichy

- La danse antique, Cariatides, Salle du théâtre du Capitole, Toulouse[3]
- Monument aux morts, Square du Général Leclerc, Vichy[4]
- Participation : Le monument aux volontaires américains, signé Jean Boucher, Place des États-Unis, Paris,
- Sainte Thérèse, crypte de l'église Saint-Jean-l'évangéliste, Cachan